# Mécoprop
Le mécoprop, ou acide méthylchlorophénoxypropionique (MCPP), est une substance active herbicide présente dans de nombreux produits à usage domestique pour tuer les mauvaises herbes et entretenir les pelouses en combinaison avec des fertilisants.
Comme tous les herbicides auxiniques, le mécoprop sert principalement à gérer les mauvaises herbes à feuilles larges (dicotylédones).
Il est souvent utilisé en combinaison avec d'autres herbicides de la même famille chimique, tels que le 2,4-D, le dicamba et le MCPA.
Aux États-Unis, l'Environmental Protection Agency (EPA) a classé le mécoprop dans la classe de toxicité III - légèrement toxique.
Le mécoprop est un mélange de deux stéréoisomères, l'énantiomère dextrogyre (Mécoprop-P) étant le seul à avoir une action herbicide.